# ラテンアメリカンシリーズ
ラテンアメリカンシリーズ（スペイン語: Serie Latinoamericana、英語: Latin American Series）は、コロンビア、メキシコ（ベラクルス州）、ニカラグア、パナマ、アルゼンチン、キュラソーの各国冬季リーグ優勝チームなどによって競われる、ラテンアメリカの国際野球大会である。
2024年より、ラテンアメリカ域外のアジアまで参加チームを拡大した上で、大会名をインターコンチネンタル・プロフェッショナル・ベースボール・シリーズ（英語: Intercontinental Professional Baseball Series）に変更して開催される予定である。

## 大会概要
2013年より開催された大会である。2013年の対戦方式は、WBCでも採用されているダブルエリミネート方式トーナメント戦により行われた。
2014年の対戦方式は、1回戦総当りリーグ戦により1位から4位までの順位を確定させた後、ステップラダー方式トーナメント戦による決勝ラウンドが行われた。4位決定戦と3位決定戦はダブルヘッダー、優勝決定戦はその翌日に開催された。
2017年、翌2018年よりアルゼンチン、キュラソー、チリ（その後参戦中止）が参戦することが発表された。

## 参加リーグ
- リーガ・コロンビアーナ・デ・ベイスボル・プロフェシオナル （Liga Colombiana de Béisbol Profesional、LCBP）
- リーガ・インベルナル・ベラクルサーナ （Liga Invernal Veracruzana、LIV）
- リーガ・ニカラグエンセ・デ・ベイスボル・プロフェシオナル （Liga Nicaragüense de Beisbol Profesional、LNBP）
- リーガ・プロフェシオナル・デ・ベイスボル・デ・パナマ （Liga Profesional de Béisbol de Panamá、PROBEIS）
- リーガ・アルヘンティーナ・デ・ベイスボル （Liga Argentina de Béisbol、LAB）
- キュラソー・ベースボール・リーグ （Curaçao Baseball League、CBLP）

## 大会結果
| 回 | 開催時期              | 開催地       | 優勝                                                    | 準優勝                                                          | 3位                                                       |
| -- | --------------------- | ------------ | ------------------------------------------------------- | --------------------------------------------------------------- | --------------------------------------------------------- |
| 1  | 2013年 2月1日-4日     | ベラクルス   | ブルホス・デ・ロス・トゥクストラス （3勝1敗）           | ティグレス・デル・チナンデガ （2勝1敗）                         | カバージョス・デ・コクレ （1勝2敗）                       |
| 2  | 2014年 1月28日-2月1日 | モンテリア   | ティグレス・デ・カルタヘナ （リーグ1勝2敗・決勝2勝0敗） | ブルホス・デ・ロス・トゥクストラス （リーグ3勝0敗・決勝0勝1敗） | インディオス・デ・ウラカ （リーグ1勝2敗・決勝1勝1敗）     |
| 3  | 2015年 1月27日-2月1日 | パナマシティ | レオネス・デ・モンテリア （リーグ2勝1敗・決勝2勝0敗）   | カバージョス・デ・コクレ （リーグ2勝1敗・決勝0勝1敗）           | インディオス・デル・ボーエル （リーグ2勝1敗・決勝0勝1敗） |
| 4  | 2016年 1月25日-31日   | マナグア     | ヒガンテス・デ・リバス （リーグ2勝1敗・決勝1勝0敗）     | カイマネス・デ・ロリカ （リーグ1勝2敗・決勝2勝1敗）             | ナシオナレス・デ・パナマ （リーグ2勝1敗・決勝0勝1敗）     |
| 5  | 2017年                | モンテリア   | ティグレス・デル・チナンデガ                            | レオネス・デ・モンテリア                                        |                                                           |
| 6  | 2018年                | マナグア     | ティグレス・デル・チナンデガ                            | トビス・デ・アカユカン                                          |                                                           |
| 7  | 2019年                | ベラクルス   | レオネス・デ・レオン                                    | トビス・デ・アカユカン                                          |                                                           |
|    | 2020年                | パナマシティ | 新型コロナウイルスの感染拡大の影響で開催中止            | 新型コロナウイルスの感染拡大の影響で開催中止                    | 新型コロナウイルスの感染拡大の影響で開催中止              |